# Орта-Узень
Орта-Узень, Орта-Озен (крим. Orta Özen), також Кучу́к-Узе́нь, Кучук-Озен (крим. Küçük Özen) — річка в Україні, на Кримському півострові, (басейн Чорного моря).

## Опис
Довжина річки 15 км, похил річки 63 м/км, площа басейну водозбору 26,0 км², найкоротша відстань між витоком і гирлом — 9,89 км, коефіцієнт звивистості річки — 1,52 . Річка формується багатьма безіменними струмками та декількома загатами.

## Розташування
Бере початок на північно-східних схилах Стіл-Гори з джерела Третього Фонтану. Тече переважно на південний схід через село Малоріченське (колишнє Кючюк Озен) і впадає в Чорне море.
Населені пункти вздовж берегової смуги: Генеральське (колишнє Улу-Узень).

## Цікавий факт
- У Малоріченському річку перетинає автошлях Р29 (автомобільний шлях регіонального значення на території України, Алушта — Феодосія.